# Parc Barbieux

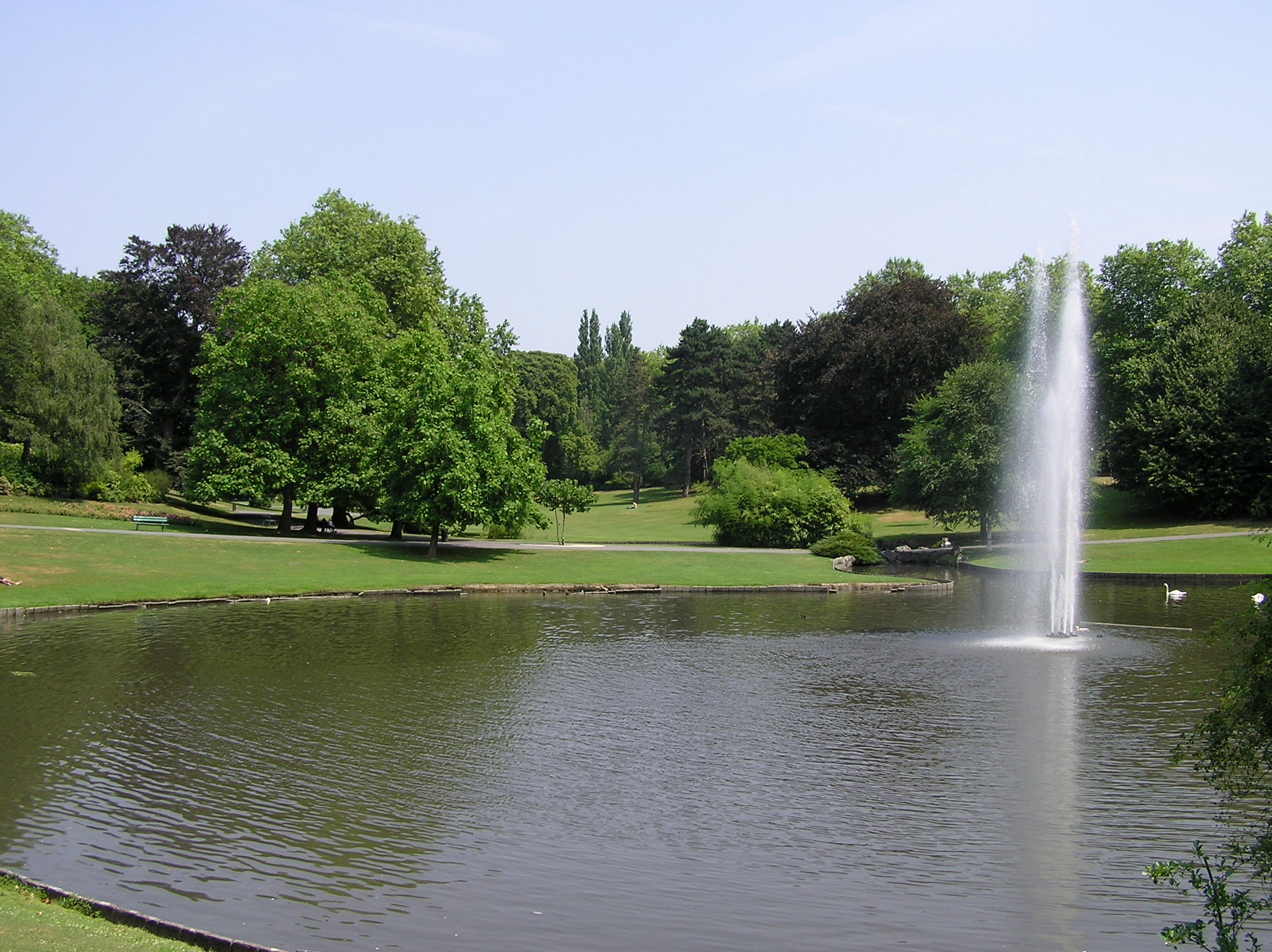
Blick von der Avenue du Peuple Bèlge auf den nördlichen Teil des Parc Barbieux

Der Parc Barbieux ist eine 34 Hektar große Parkanlage in der nordfranzösischen Stadt Roubaix, die – in einer Senke zwischen zwei Anhöhen über eine Länge von 1,5 Kilometern liegend – über mehrere kleine Seen verfügt und verschiedene Pflanzen- und Tierarten beherbergt.

## Lage und Gestaltung

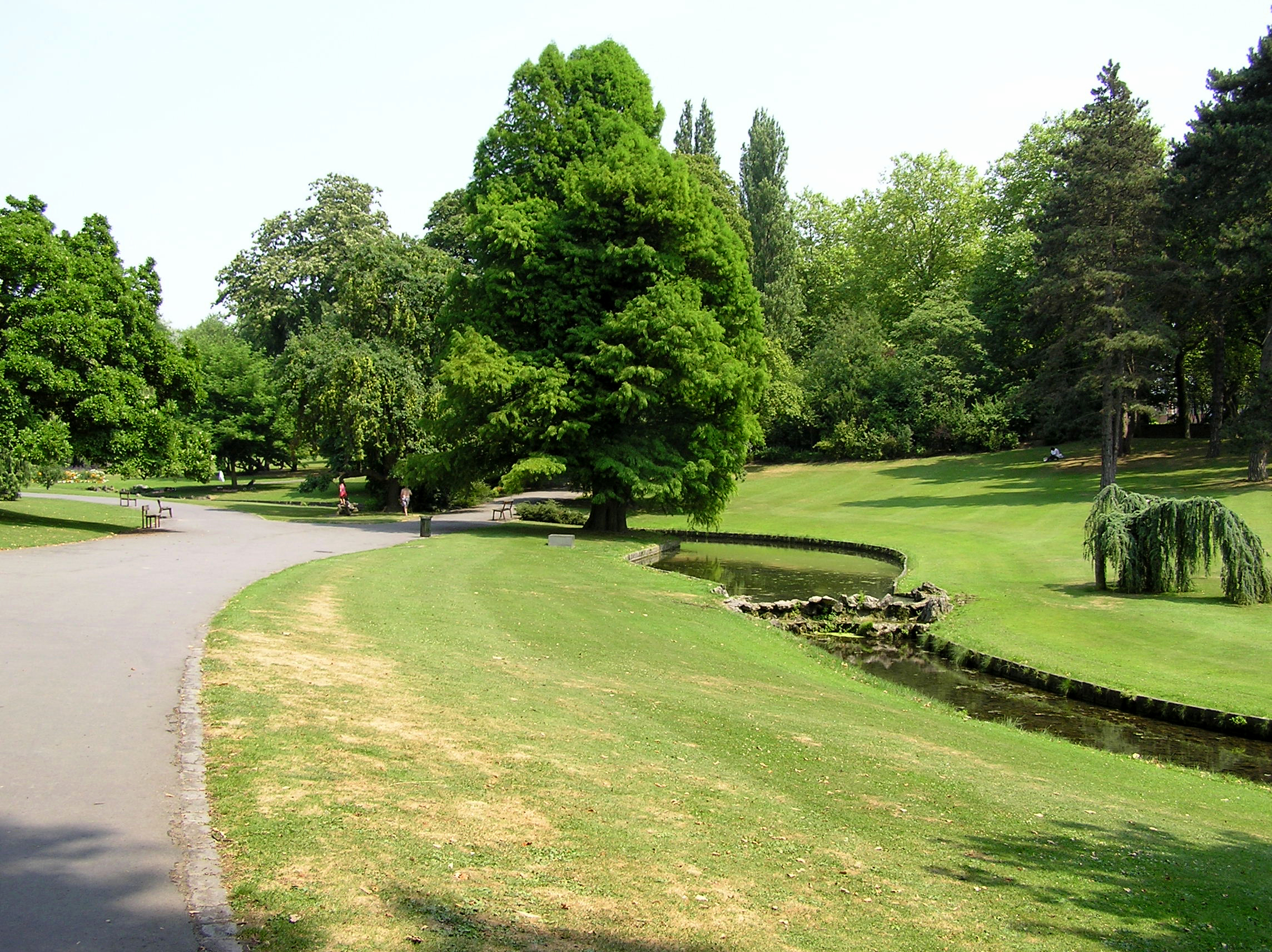
Durch den Park verläuft ein kleiner Wasserlauf, der die Seen miteinander verbindet

Der Stadtpark ist die „grüne Lunge“ im Südwesten der alten industriellen Stadt, an der Grenze zur Gemeinde Croix und zieht viele Bewohner und Touristen zu Spaziergänge, Tretboot fahren und ähnliche Freizeitbeschäftigungen oder zur Erholung an.
Er besteht aus zwei großen Teilen, die durch die Avenue du Peuple Bèlge voneinander getrennt werden. Sie verbindet die höher gelegenen und parallel zum Park verlaufenden Prachtstraßen Avenue Jean Jaurès und Avenue Le Nôtre. 
In der länglichen Seenanlage im südlichen Teil befinden sich zwei Inseln namens Île heureuse (dt. glückliche Insel) und Île de la folie (dt. Insel der Narretei). Neben der vielfältigen Flora und Fauna finden sich verschiedene gestalterische Mittel wie unter anderem mehrere kleine Kaskaden, Statuen und Monumente, einer Grotte.
Der Park wird von ca. 13 festen Angestellten und zusätzlichen Halbtagsangestellten gepflegt.

### Flora und Fauna
Der Park verfügt über ca. 135 verschiedene Baumarten (darunter auch die Manna-Esche, die Türkische Hasel und 50 verschiedene Nadelholzgewächse) sowie 200 Straucharten. Außerdem werden 1.000 m² als Blumenbeete genutzt.
Neben der umfangreichen Flora findet sich eine vielfältige Fauna im Park: Kanadische Wildgänse, Stockenten, Moschusenten, Höckerschwäne, Graureiher, u.v.m.
Am 4. September 1991 wird der Verein „Amis du Parc Barbieux“ (dt. Freunde des Parc Barbieux) ins Leben gerufen, die sich der Erhaltung und Pflege der Flora und Fauna des Parks verschrieben haben und ihren Sitz in dem im Park befindlichen Restaurant „Le Beau Jardin“ haben.

## Herkunft des Namens
Der Name „Barbieux“, der dem Park und einem nahe liegenden Hospiz gegeben wurde, stammt von alten Grundbesitzern in Roubaix namens Barbieurs. Aus dieser Familie ging Guilbert des Barbieurs hervor. Im 15. Jahrhundert war er Statthalter von Roubaix und verfügte über ein Lehen von einigen Hektar. Dieser Grundbesitz, auf dem sich ein Gut befand, erhielt den Namen „de Barbieux“, der sich bis heute halten konnte.

## Geschichte

### Vom Kanalbauprojekt zur unvollendeten Baustelle
Der Ursprung der Parkanlage liegt im 17. Jahrhundert in einem Entwurf des Baumeisters Vauban für den Bau eines Kanals, der sich über den Norden Frankreichs erstreckte und hier Roubaix mit Croix verbinden sollte.
Das Kanalbauprojekt wurde 1821 wieder aufgenommen und die Bauarbeiten gestartet. Der Canal de Roubaix sollte im ersten Entwurf südlich an Roubaix vorbeiführen. Zwischen Croix und Roubaix befand sich jedoch eine Anhöhe. Der ehemalige Grundbesitz des oben erwähnten Guilbert des Barbieux befand sich auf dieser Anhöhe die auch der montagne de Barbieux genannt wurde. Auf der Höhe der heutigen rue Dammartin sollte die Anhöhe untertunnelt werden. Man sprach damals vom „Tunnel von Barbieux“. Das sumpfige Gelände verhinderte jedoch den Bau des Tunnels: Die Schächte stürzten zusammen und verursachten zahlreiche Unfälle. Der Kanalbau musste umgeleitet werden. Der nördliche, bereits vollendete Streckenabschnitt wurde zum Boulevard Gambette und die Schächte („les puits de Barbieux“ genannt) in der Verlängerung der Achse zu einer Promenade (dem heutigen Boulevard du Générale de Gaulle), die in die Senke des heutigen Parkanlage führte.

### Die Entstehung des Parks
1859 entstand durch den Buchhalter und Poeten Henri Léon Lizot die Idee, aus den „puits de Barbieux“ eine Parkanlage zu machen. 1860 wurde ein Entwurf für den Bau einer Promenade im Bereich des heutigen Parks im Rathaus vorgelegt. 1863 nimmt der Bürgermeister von Roubaix den Entwurf des berühmten Landschaftsgärtners Barillet-Deschamps an. Die Pläne wurde jedoch erst in zwei großen Bauphasen in den Jahren 1878–88 und 1903–06 in Form eines englischen Gartens mit mehreren Seen und kleinen Kaskaden ausgeführt. Der Pariser Architekt Georges Aumont übernahm die Entwürfe Barillet-Deschamps’ und ergänzte sie minimal. Durch eine Spende über 32.000 Francs von Pierre Destombes an die Stadt am 25. Juni 1907 konnte das Bauprojekt vollendet werden. Unter anderem wurde ein Milchcafé errichtet, das heute nicht mehr existiert. Eine weitere Sehenswürdigkeit, der Musikpavillon aus dem Jahr 1881, ist heutzutage auch nicht mehr erhalten.

### Kulturelles Herz Roubaix’ im 20. Jahrhundert
1921 wurde der in der Gemeinde Croix befindliche Teil an Roubaix übergeben und die westliche Prachtstraße (Avenue Jean Jaurès) gebaut. Anfang des 20. Jahrhunderts wurde der damals auch als „Le Beau Jardin“ bekannte Parc Barbieux als eine der schönsten Stadtparkanlagen Frankreichs betrachtet. Er ist der größte Stadtpark nördlich von Paris.
Von Mai bis November 1911 fand im Parc Barbieux die „Exposition Internationale du Nord de la France“ statt um im Jahr 1939 die „Exposition du Progrès Social“ (dt. Ausstellung des sozialen Fortschritts).
Am 26. Januar 1994 wurde er offiziell in die Liste der Sehenswürdigkeiten des Départements Nord aufgenommen, wie dem „Journal Officiel de la République Française“ vom 22. Februar 1994 zu entnehmen war. 2002 gewann Roubaix den „Grand Prix national de l’arbre“.